# Izurtza
Izurtza – gmina w Hiszpanii, w prowincji Biskaja, w Kraju Basków, o powierzchni 4,28 km². W 2011 roku gmina liczyła 276 mieszkańców.